# Metzgeria consanguinea
Metzgeria consanguinea är en bladmossart som beskrevs av Victor Félix Schiffner. Metzgeria consanguinea ingår i släktet bandmossor, och familjen Metzgeriaceae. Inga underarter finns listade i Catalogue of Life.